# Summer Days (And Summer Nights!!)
Summer Days (And Summer Nights!!), album som gavs ut 28 juni 1965 av The Beach Boys. Albumet var gruppens tionde LP och det är producerad av Brian Wilson. Albumet är efter Today! ännu ett steg framåt mot ren popmusik i kontrast till tidigare material gjort före 1965. "Help Me, Rhonda" och "California Girls" blev de största låtarna från albumet.
Albumet nådde 2:a plats på billboardlistan.
På englandslistan nådde albumet 4:e plats.

## Låtlista
Singelplacering i Billboard inom parentes. Placering i England=UK 
1. The Girl from New York City (B. Wilson)
2. Amusement Parks, U.S.A. (B.Wilson)
3. Then I Kissed Her (Barry/Greenwich/Spector) (UK #4)
4. Salt Lake City (B. Wilson)
5. Girl Don't Tell Me (B. Wilson)
6. Help Me, Rhonda (B. Wilson) (#1, UK #27)
7. California Girls (B. Wilson) (#3, UK #26)
8. Let Him Run Wild (B. Wilson)
9. You're So Good to Me (B. Wilson)
10. Summer Means New Love (B. Wilson)
11. I'm Bugged at My Ol' Man (B. Wilson)
12. And Your Dream Comes True (B. Wilson)

När skivbolaget Capitol återutgav Beach Boys-katalogen 1990 parades albumet Summer Days (And Summer Nights!!) ihop med albumet The Beach Boys Today! på en CD. Dessutom fanns nedanstående fem bonusspår på skivan:
1. The Little Girl I Once Knew (singelversion) (B. Wilson) (#20)
2. Dance, Dance, Dance (alternativ version) (B. Wilson/G. Usher)
3. I'm So Young (alternativ version) (W. H. Tyrus, Jr.)
4. Let Him Run Wild (alternativ version) (B. Wilson)
5. Graduation Day (studioversion) (J. Sherman/N. Sherman)